# Curt Bergfors
Curt Melker Bergfors, född 27 februari 1949 i Gällivare, Lappland, död 8 maj 2022 i Miami, USA, var en svensk företagare och entreprenör.

## Biografi
År 1968 öppnade han tillsammans med dåvarande sambon Britta Fredriksson (f. Andersson) en grill i Gällivare, som blev grunden till Max Hamburgerrestauranger AB, numera Max Burgers AB, där Bergfors var huvudägare. Namnet Max kom från ett smeknamn Bergfors hittat på sig själv efter skådespelaren Max von Sydow. År 1971 öppnade paret sin tredje enhet, och skapade därmed Sveriges första hamburgerkedja. 
Efter en dykolycka 1986 var Bergfors rullstolsburen, men fortfarande lika aktiv i sin roll som arbetande styrelseordförande för bolaget, där sönerna Richard Bergfors och Christoffer Bergfors arbetar som VD respektive vice VD och Sverigechef. 
Bergfors var djupt engagerad i frågor om miljö, hälsa och fattigdomsbekämpning, och var bland annat med om att göra Max till ett av de första företagen i världen som är klimatpositiva. För Max klimatarbete i allmänhet och klimatpositiv i synnerhet vann Max FN-priset priset Global Climate Action Award. Bergfors avsatte också en halv miljard kronor av sin privata förmögenhet till stiftelsen Curt Bergfors Foundation som i sin tur skapat miljöpriset Food Planet Prize, med en prissumma på två miljoner dollar per pristagare. Syftet med priset är att bidra till att skapa en hållbar livsmedelsförsörjning. 
I flera år stöttade han olika projekt som främjar hälsa och bekämpar fattigdom, främst i utvecklingsländer som i Senegal och Haiti. Mellan 2006 och 2018 fördelades cirka en kvarts miljard kronor till dessa projekt. År 2009 överlät Bergfors en del av sina aktier till Stiftelsen Rättvis Fördelning som äger 9% av Max Burgers AB, och därmed blev säkrade att varje år kunna fördela 7-10% av den årliga nettovinsten.
Bergfors arbetade för tillgänglighet och mångfald i arbetslivet, och var initiativtagare till det som sedan 2005 varit ett samarbetsprojekt med statliga Samhall för att bereda människor med funktionsnedsättning anställning.
Bergfors avled 8 maj 2022 i en ålder av 73 år.

## Utmärkelser
- H.M. Konungens medalj i guld av 8:e storleken i Serafimerordens band (2019) för betydande insatser inom svenskt näringsliv.[12]